# Йоланда Балаш
Йоланда Балаш Сотер (рум. Iolanda Balaș Soter, угор. Balázs-Sőtér Jolán; 12 грудня 1936 — 11 березня 2016) — румунська легкоатлетка угорського походження, яка спеціалізувалась у стрибках у висоту, перша в історії дворазова олімпійська чемпіонка зі стрибків у висоту, багаторазова рекордсменка світу. Вважається однією з найкращих спортсменок в історії цього виду легкої атлетики.

## Життєпис
Балаш народилася 12 грудня 1936 року в Тімішоарі в сім'ї матері-румунки та батька-угорця. Відвідувала римо-католицьку середню школу для дівчат у рідному місті, де дуже заохочували заняття спортом. Її талант помітила національна чемпіонка з п'ятиборства Луїза Ернст-Лупса, яка також чудово стрибала в довжину і яка за збігом обставин жила в одному будинку з Балаш. Молодий вундеркінд розпочала тренування у спортивному клубі міста під керівництвом Йоана Сотера. У 14 років вона виграла свій перший національний титул. Через два роки, 1953 року, вона разом з тренером, який на той час ще виступав у змаганнях, переїхала до Бухареста. Сотер був першим національним чемпіоном Румунії зі стрибків у висоту та першим з румунських легкоатлетів, хто подолав два метри. Вони одружилися 1967 року. У шлюбі народився син Дору, який і по сьогодні бере участь у розвитку румунської легкої атлетики.
У 17 років Балаш виграла срібло на чемпіонаті Європи 1954 року в Берні, стрибнувши на 1,65 м. Через два роки вона встановила перший зі своїх 14 світових рекордів, подолавши 1,75 м. До Ігор у Мельбурні залишалося кілька місяців, і всі погляди були звернені на 19-річну дівчину, яка був надією Румунії на медаль та фаворитом олімпійського золота.
На Олімпіаді в Мельбурні Балаш не подолала хвилювання та була на фініше лише п'ятою, подолавши одну й ту саму висоту (1,67 м) зі спортсменками, які посіли призові місця, проте поступившись їм за спробами. Перемога на Іграх здобула американка Мілдред Макденіел. Поразка у Мельбурні стала передостанньою для Балаш у кар'єрі. Упродовж 1956—1967 Балаш здобула 140 перемог поспіль.
На Олімпійські ігри 1960 року в Римі Балаш приїхала абсолютною фавориткою. Маючи значний досвід виступів на найбільших міжнародних змаганнях (зокрема, перемогу на чемпіонаті Європи 1958 року) та 10 світових рекордів в активі на той момент, Балаш не схибила в Римі, не залишивши конкуренткам жодного шансу. Варто лише відзначити, що румунка розпочала змагання з висоти 1,73 м, коли всі інші спортсменки вже припинили змагання, а у фінальному протоколі її переможний результат (1,85 м) на 14 см (!) перевищував результат срібної призерки.
На наступній Олімпіаді, незважаючи на травми, Балаш знову перемогла, на цей раз результатом 1,90 м, та стала першої стрибункою у висоту в історії Ігор, хто змогла здобути два олімпійських золота. Пізніше її успіх повторила німкеня Ульріке Мейфарт, яка здобула титули олімпійської чемпіонки на Іграх 192 та 1984 років.
Стрибала розробленим нею самою різновидом застарілого способу «ножиці».
11 червня 1967 року Балаш, на своєму 141-му старті після Олімпіади-1956, програла німкені Дагмар Мельцер та, зважаючи на травми, вирішила припинити змагальну кар'єру. Після цього вона працювала вчителькою фізичної культури. Згодом очолювала Федерацію легкої атлетики Румунії (1991—2005) та обіймала посаду віце-президента Олімпійського комітету Румунії (1991—2002).
Балаш активно пропагувала спорт та необхідність інвестування у здоров'я молодого покоління. Брала участь у організації будівництва багатьох спортивних споруд у Румунії, деякі з яких названі її ім'ям. Ініціатор видання журналу «Румунська легка атлетика». Нагороджена багатьма національними та міжнародними відзнаками.
2012 року була введена до Зали слави ІААФ.
Пішла з життя 11 березня 2016 року, маючи 79 років.

## Спортивні досягнення
- Дворазова олімпійська чемпіонка (1960, 1964).
- Фіналістка (5-е місце) Олімпіади-1956.
- Дворазова чемпіонка Універсіад (1959, 1961).
- Дворазова чемпіонка Європи (1958, 1962).
- Срібна призерка чемпіонату Європи (1954).
- Чемпіонка Європи у приміщенні (1966).
- Багаторазова чемпіонка Румунії.
- 14-разова рекордсменка світу у стрибках у висоту. Підняла планку світового рекорда з 1,75 (1956) до 1,91 (1961). Її останній рекорд протримався 10 років.
- Протягом 1956—1971 була одноосібною рекордсменкою Європи у стрибках у висоту[4].

## Основні міжнародні виступи
| Рік  | Змагання                      | Місто     | Місце | Примітки         |
| ---- | ----------------------------- | --------- | ----- | ---------------- |
| 1954 | Чемпіонат Європи              | Берн      | 2     |                  |
| 1956 | Олімпійські ігри              | Берн      |       |                  |
| 1958 | Чемпіонат Європи              | Стокгольм | 1     |                  |
| 1960 | Олімпійські ігри              | Рим       | 1     | Відео на YouTube |
| 1962 | Чемпіонат Європи              | Белград   | 1     |                  |
| 1964 | Олімпійські ігри              | Токіо     | 1     | Відео на YouTube |
| 1966 | Європейські ігри в приміщенні | Дортмунд  | 1     |                  |